# Râul Shivana

Râul Shivana sau Shivna Nadi este un curs de apă din India, statul Maharashtra, afluent al râului Godavari
Pe râu au fost construite barajul Ambadi și barajul Shivana Takli